# Again (canção de Alice in Chains)
Again é uma canção da banda de rock Americana Alice in Chains e o terceiro single do terceiro álbum da banda, lançado em 1995. Após ser lançada como single em 1996, também foi incluída nos álbuns Nothing Safe: Best of the Box (1999), Live (2000), Greatest Hits (2001) e The Essential Alice in Chains (2006). Uma versão remixada da canção faz parte do box Music Bank (1999). É provavelmente mais conhecida pelo seu peso e seu refrão no qual fica repetindo a palavra "again" diversas vezes.

## Videoclipe
Um videoclipe para a canção foi lançado em março de 1996, e dirigido por George Vale.
O videoclipe foi indicado ao prêmio de Melhor Vídeo de Hard Rock no MTV Video Music Awards de 1996.

## Performances ao vivo
A canção foi tocada apenas cinco vezes com o vocalista Layne Staley. Primeiro no programa de TV Saturday Night Special em 20 de abril de 1996, no Late Night with David Letterman em 10 de maio de 1996, e mais três vezes enquanto o Alice in Chains abria os concertos para o reunido Kiss no começo de Julho de 1996.

## Créditos
- Layne Staley – vocal principal
- Jerry Cantrell – vocal de apoio, guitarra
- Mike Inez – contrabaixo
- Sean Kinney – bateria, percussão

## Desempenho nas tabelas musicais
| Tabela (1996)                                  | Melhor posição |
| ---------------------------------------------- | -------------- |
| Estados Unidos (Billboard Mainstream Rock)     | 8              |
| Estados Unidos (Billboard Alternative Airplay) | 36             |